# Rod Grams
Rod Grams (Princeton, 1948. február 4. – Crown, 2013. október 8.) az Amerikai Egyesült Államok szenátora (Minnesota, 1995–2001).